# Megaselia savannae
Megaselia savannae är en tvåvingeart som beskrevs av Ronald Henry Lambert Disney 1991. Megaselia savannae ingår i släktet Megaselia och familjen puckelflugor.
Artens utbredningsområde är Zimbabwe. Inga underarter finns listade i Catalogue of Life.